# Nicarete coquerelii
Nicarete coquerelii är en skalbaggsart som först beskrevs av Leon Fairmaire 1896.  Nicarete coquerelii ingår i släktet Nicarete och familjen långhorningar.
Artens utbredningsområde är Madagaskar. Inga underarter finns listade i Catalogue of Life.